# Bruce Cutler
Bruce Cutler, född 29 april 1948, är en amerikansk försvarsadvokat, känd för att ha försvarat personer inom organiserad brottslighet och som reality-showadvokat. Han är även känd för att ha gjort framträdanden som skådespelare.
Mest känd är Cutler för att ha försvarat maffiabossen John Gotti 1992. Gotti dömdes till livstids fängelsestraff efter att Cutler blivit bortkopplad från fallet, då han ansågs ha ett för nära och oetiskt samröre med sin klient. Själv hävdar Cutler att åklagare och domstol såg honom som alltför framgångsrik. Gotti avled i fängelset den 10 juni 2002 efter en tids cancersjukdom.
Cutler har medverkat i Robert De Niro och Ed Burns film 15 minutes där han spelar sig själv. Han har också, tillsammans med Ed Hayes, diskuterat brottmål på domstolens TV-kanal, och har en egen TV-show (Jury Duty) på nätet.
Cutlers självbiografi kom ut 2003.